# Рычаг (РЭБ)

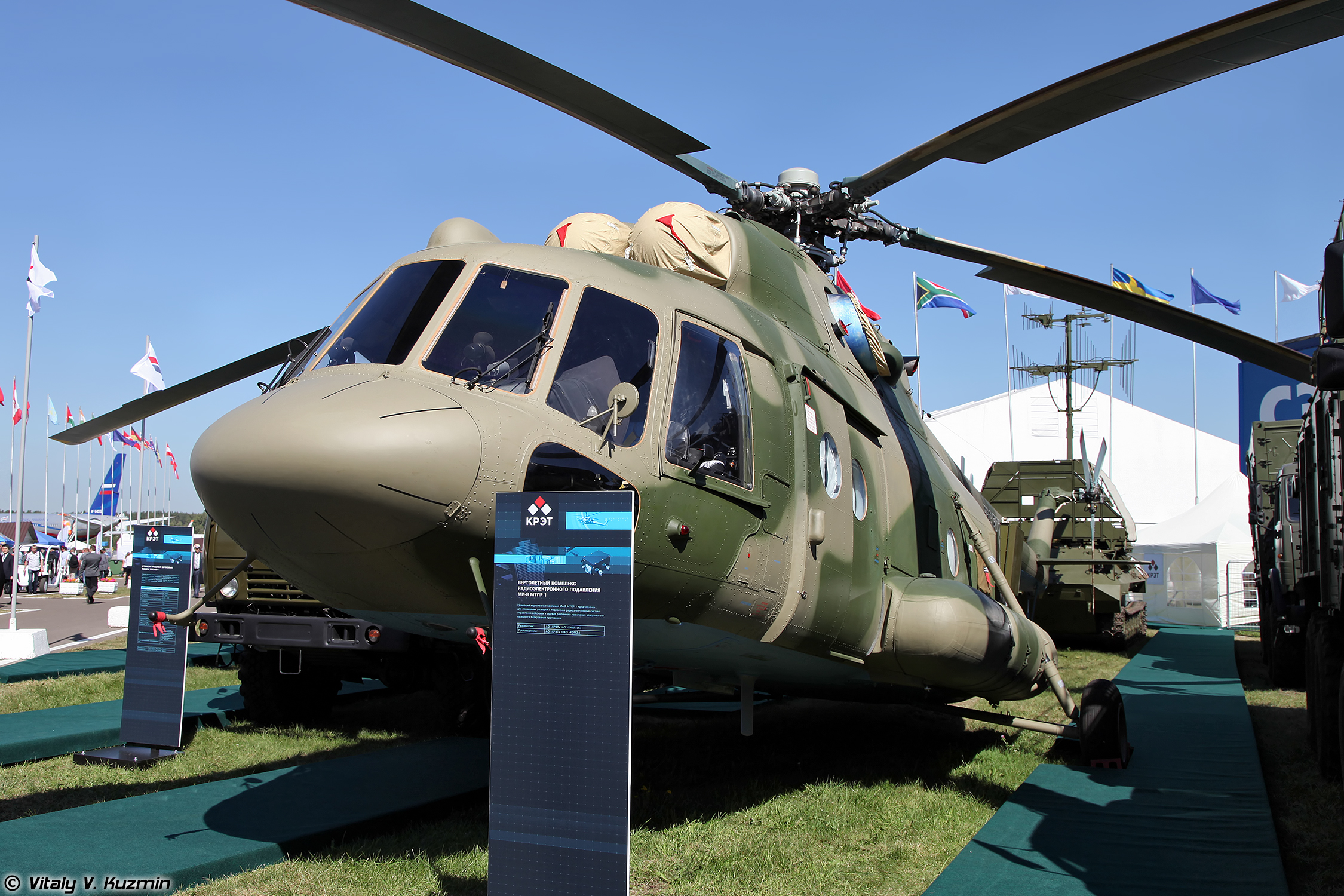
Вертолётный комплекс радиоэлектронного подавления Ми-8МТПР-1 с «Рычаг»

Рычаг («Рычаг-АВ», «Рычаг-БВ») — станция активных помех. 
Относится к средствам радиоэлектронной борьбы и радиоэлектронной разведки фронтовой и армейской авиации Л-187А(Б). Планируется на замену станции РЭП «Смальта». «Рычаг–АВ» работает преимущественно по зенитно-ракетным системам.
Разработчик — Калужский научно-исследовательский радиотехнический институт (ФГУП «КНИРТИ»).
Производитель — КРЭТ
Государственные испытания станции «Рычаг-БВ1» были проведены в 1990 году с положительным результатом, но из-за кризиса дальнейшие работы по системе и её серийное производство были заморожены. В 2001 году возобновлены работы по новому варианту станции «Рычаг-АВ», главный конструктор Гальченков А. Г. На 2015 год было построено три вертолёта РЭБ, оснащённых данной системой.

## Конструкция
САП «Рычаг» сконструирована на основе функциональных блоков базовых конструкций (ФББК), с целью её возможного использования не только в авиации, но и в интересах сухопутных войск и ВМФ.
Отличительной особенностью комплекса является наличие в составе системы анализа и управления, которая обеспечивает анализ радиотехнических параметров принятых сигналов, самостоятельный выбор сигнала на подавление, управление сигналом помехи по частоте и направлению, запрет или разрешение выдачи помехи по совокупности параметров принятых сигналов, одновременное подавление нескольких сигналов противника, работающих в непрерывном, импульсном или квазинепрерывном режимах излучения. 

## Носители
Комплекс устанавливается на вертолёты армейской авиации Ми-8МТПР-1. Вес оборудования составляет около 1,5 тонн. Стоимость одного вертолёта составляет около 600 млн рублей (в ценах 2015 года).
Тактико-технические характеристики комплекса «Рычаг-АВ» являются государственной тайной.

## Тактико-технические характеристики
Диапазон рабочих частот: МГц 5100… 10950 
Сектор работы по углу места: 15 градусов
Сектор работы по азимуту: 15 градусов
Эквивалентная чувствительность, дБ/Вт минус 105-120
Энергопотенциал: 105 Вт 
Вид создаваемых помех: прицельные по частоте и направлению, заградительные по дальности, сопряженные со спектрами принимаемых сигналов
Максимальное количество одновременно подавляемых радиоэлектронных средств: до 8

## Операторы
- Россия: поступают в войска с 2016 года[2]. Находятся на вооружении в Южном[4] и Западном военных округах[6]. Применяется в военной операции России в Сирии[7][8], сыграло ощутимую роль[8] в снижении эффективности массированного удара[9] американских крылатых ракет по сирийской военно-воздушной базе Эш-Шайрат в 2017 году.